# Semoy
Semoy – miejscowość i gmina we Francji, w Regionie Centralnym, w departamencie Loiret.
Według danych na rok 1990 gminę zamieszkiwało 2237 osób, a gęstość zaludnienia wynosiła 288 osób/km² (wśród 1842 gmin Centre, Semoy plasuje się na 167. miejscu pod względem liczby ludności, natomiast pod względem powierzchni na miejscu 1251.).